# Stazione di Jannowitzbrücke
La stazione di Jannowitzbrücke è una stazione ferroviaria di Berlino, sita nel quartiere di Mitte.

## Movimento
La fermata è servita dalle linee S 3, S 5, S 7 e S 9 della S-Bahn.

## Interscambi
- Fermata metropolitana (Jannowitzbrücke, linea U 8)